# 大理白族自治州图书馆
大理白族自治州图书馆，位于中华人民共和国云南省大理白族自治州大理市下关街道苍山路53号。由大理白族自治州文化局主管，为国家一级图书馆。1957年建成开放，1986年迁至新馆，现占地面积32.03亩，主楼建筑面积6,273平方米。下设有南诏大理文献资料中心。

## 沿革
1956年，大理专员公署图书室建立，位于下关洱河南路现大理军分区院内。1957年7月1日，在专署图书室的基础上，建成开放大理白族自治州图书馆，当时仅有藏书1,350册，工作人员2人，馆舍面积为524平方米。1958年，在整风运动中闭馆。同年12月18日，搬至文化巷重新开放，当时有藏书1.3万册，阅览室座位60个。1960年10月，响应支援农业号召，图书馆所有工作人员到宾川、巍山的农场劳动，图书馆随之关闭。1961年4月回馆并再次开放。“文化大革命”开始后，图书馆被迫关闭六年，1973年恢复部分业务。1974年，由王族扬任州图书馆及州文化馆馆长。1978年，王陈扬任州图书馆馆长，当时编制6人，共藏书85,985册。1979年10月16日至1982年4月10日，因藏书增加导致馆舍狭小，图书馆关闭，转入内部运作。
1985年4月20日，新馆的奠基典礼在下关苍山路东段的新址举行；1986年11月16日，新馆落成并举行开馆典礼。新馆占地面积20,000平方米，主体建筑面积6,189平方米。由大理白族自治州设计院设计，大理州建筑二公司施工，为钢混结构的仿古建筑，吸收江南园林和白族民居特点，为三进院落形式。1995年9月起，图书馆加强信息化管理。

## 馆藏
现有藏书36万册。以南诏、大理国地方文献为特色，方志、山水志、白族大姓家谱、本地著述藏书丰富。
藏有古籍（含线装书及影印本）8,089种，10,483册，其中善本有3种11册：
- 《地理原本说》四卷4册，（清）曹家甲撰，乾隆二年（1737年）重刻，文德堂藏版
- 《四典会要》四卷（存3册），（清）马德新撰，咸丰九年（1859年）自刻本
- 《韩柳文精选》（八家古文精选），不分卷，共4册，韩愈精选、柳宗元精选各2册，（清）吕留良、吕葆中评点，康熙吕氏家塾刻本

古代地方志有75种，822册（其中省属方志24种，547册；州属方志46种，237册；山水志5种，38册）；家谱有33种，61册（其中旧谱19种，42册；新修谱14种、19册）。